# 高知オフレールステーション

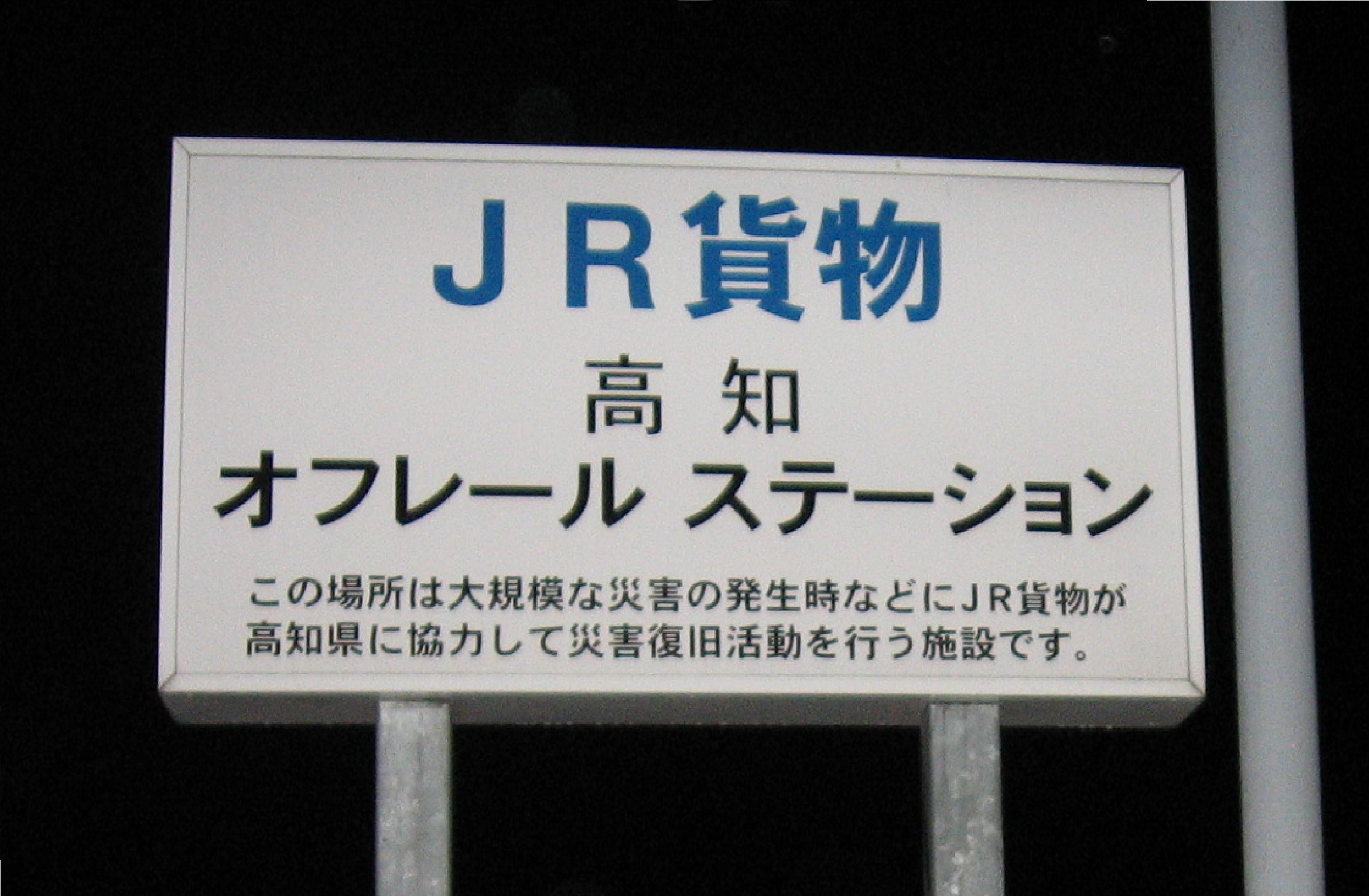
移転後に設置された大規模災害時の機能を示す表示。

高知オフレールステーション（こうちオフレールステーション）は、高知県高知市桟橋通六丁目10-17にある日本貨物鉄道（JR貨物）の施設（オフレールステーション）である。略称は高知ORS。
高知県一帯の鉄道コンテナを集配し、拠点貨物駅へ発送する役割を持つ。コンテナ貨物（12フィートコンテナ）を取扱っており、高松貨物ターミナル駅との間に1日2往復のトラック便が設定されている。

## 施設周辺
- 高知港
- とさでん交通桟橋通五丁目停留場

## 歴史
高知オフレールステーションは、四国旅客鉄道（JR四国）高知駅南口の西側に位置していたが、同駅の高架駅化に伴い、2008年3月に現在地に移転した。
- 1924年（大正13年）11月15日 - 高知駅開業。
- 1986年（昭和61年）11月1日 - 高知駅における貨物の取扱いを廃止。高知コンテナセンターが設置され、高松駅との間でトラック便の運行を開始。
- 1987年（昭和62年）3月31日 - 高知駅において貨物の取扱いを名目上再開（貨物列車の設定はないまま）。
- 1987年（昭和62年）4月1日 - 国鉄分割民営化により、高知駅はJR四国・JR貨物が継承。
- 2000年（平成12年）8月16日 - トラック便の起点を高松駅から高松貨物ターミナル駅に変更。
- 2005年（平成17年）4月1日 - JR貨物高知駅廃止。
- 2006年（平成18年）4月1日 - 高知コンテナセンターが高知オフレールステーションに改称。
- 2008年（平成20年）3月10日 - 高知駅隣接地から現在地に移転。